# Национальный праздник Швейцарии

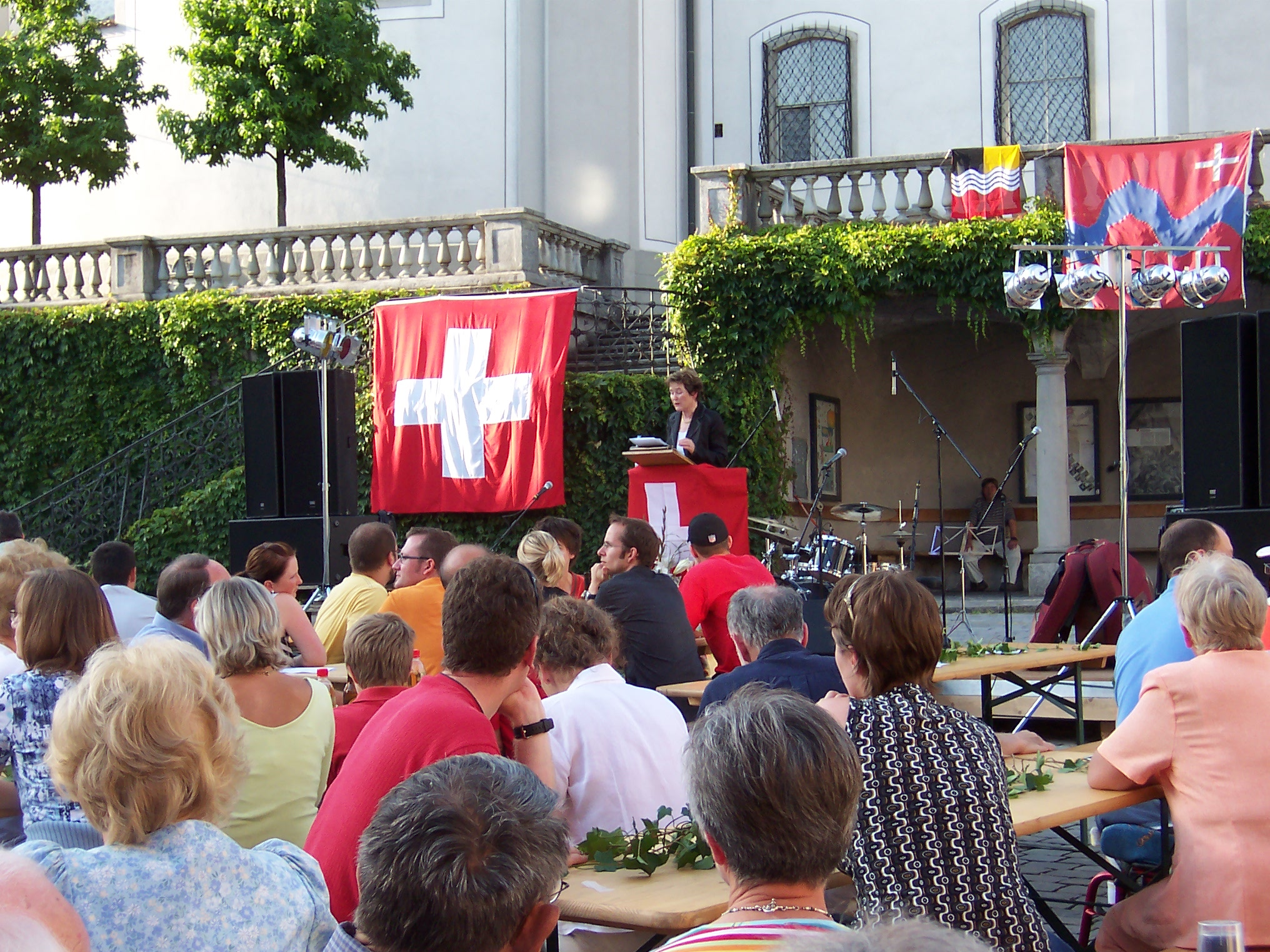
Выступление Элизабет Копп в Швице

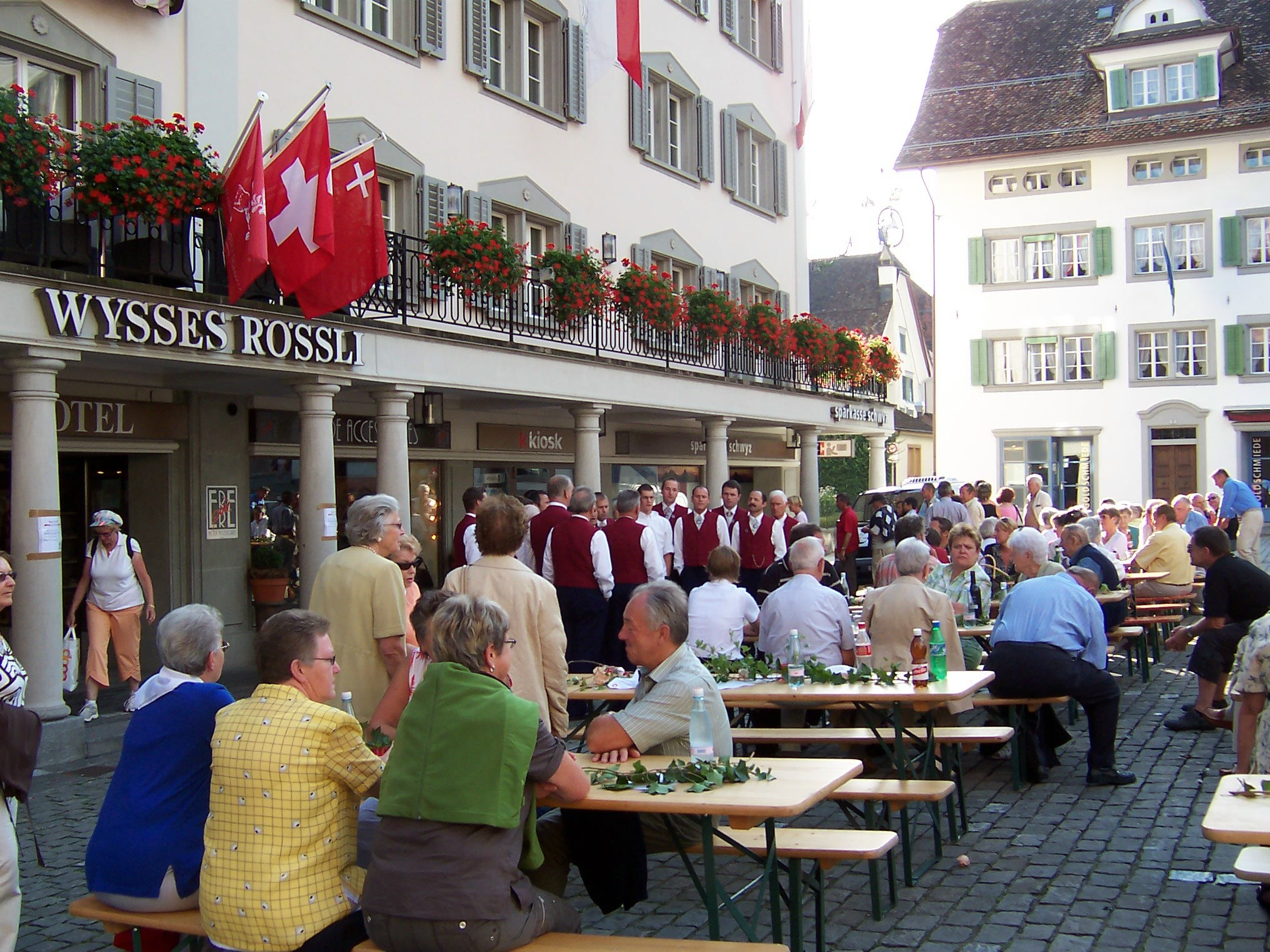
Празднование национального дня в Йодль клубе «Мифическое эхо»

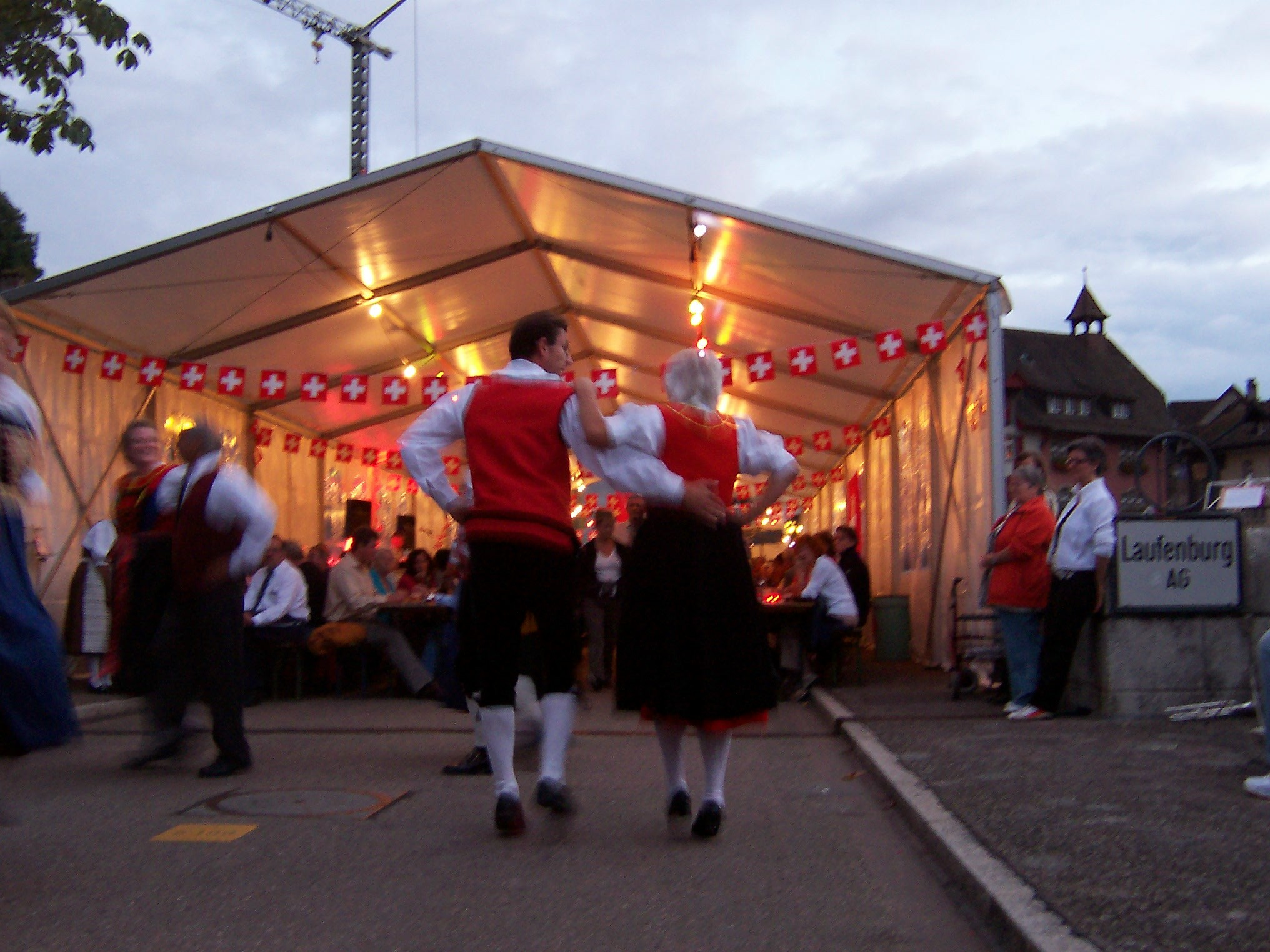
Танцевальное представление на Национальном празднике Швейцарии

Национальный праздник Швейцарии (нем. Schweizer Bundesfeiertag; фр. Fête nationale suisse; итал. Festa nazionale svizzera; романш. Festa naziunala svizra) — федеральный праздник в честь основания Швейцарской Конфедерации, отмечается 1 августа. Является единственным праздником, который отмечается на федеральном уровне. В некоторых городах официальная церемония происходит накануне праздника — 31 июля.

## История
В соответствии c национальным швейцарским мифом, в 1291 году представители трёх кантонов — Швиц, Ури и Унтервальден заключили союз для обороны от внешнего нападения. Это событие и считается основополагающим, послужившим началом образования Швейцарской Конфедерации. Официально праздник был учрежден в 1891 году, в год шестисотлетия образования Швейцарии. Долгое время 1 августа был рабочим днем в большинстве кантонов. После одобрения на референдуме 26 сентября 1993 года народной инициативы в 1994 году он был объявлен официальным нерабочим днем во всей Швейцарии.

## Традиции праздника
Многие люди в день праздника украшают свои дома федеральными и муниципальными флагами. Такая традиция украшения общественных зданий, улиц и площадей в большинстве кантонов является юридическим требованием. На поляне Рютли каждый год выступает президент страны с торжественной речью.
С наступлением ночи, на улицы выходит много детей с фонарями и фейерверками. А на вершинах гор и холмов можно увидеть конусообразные костры высотой в несколько метров. Эта традиция уходит корнями в средневековье, в то время вдоль территориальных границ страны сооружалась система холмов, на вершинах которых стояли подобные костры и которые зажигались при приближении врагов.